# Marvin de Geest
Marvin de Geest (Arnhem, 15 september 1989) is een zanger actief in het Nederlandstalige genre.

## Biografie
Marvin de Geest begon op 17-jarige leeftijd met zingen. Na positieve reacties van het publiek besloot hij in 2010 een serieuze stap te zetten naar een zangcarrière door contact op te nemen met zanger Frank van Etten. De productie van Marvins eerste single 'Ga maar door' was een feit.  In 2020 start de Geest een samenwerking met producent Manfred Jongenelis, waar deze eerste single opnieuw opgenomen wordt in een nieuw jasje. 
In 2024 brengt de Geest een nieuwe single uit, wederom samen met Manfred Jongenelis, dit keer getiteld 'Dit gaat over jou'.  Deze single komt op 1 november 2024 voor het eerst binnen in de NPO Sterren NL top 25 op plaats 22. 

## Discografie

### Singles
| Single                     | Datum van verschijnen | Hitlijsten        | Hitlijsten        |
| Single                     | Datum van verschijnen | Sterren NL Top 25 | Sterren NL Top 25 |
| Single                     | Datum van verschijnen | Piek              | Weken             |
| -------------------------- | --------------------- | ----------------- | ----------------- |
| Ga maar door               | 17 maart 2010         | -                 | -                 |
| Kleine kameraad            | 17 maart 2010         | -                 | -                 |
| Liefdesverlangen           | 17 maart 2011         | -                 | -                 |
| Ben Zo Verliefd Op Jou     | 3 april 2014          | -                 | -                 |
| Wordt Jij Ooit Van Mij     | 17 maart 2016         | -                 | -                 |
| Jij hoort in mijn leven    | 17 maart 2017         | -                 | -                 |
| Als zij naar me kijkt      | 17 maart 2019         | -                 | -                 |
| Fiësta accordeon           | 17 maart 2020         | -                 | -                 |
| Ik weet niet wat je doet   | 17 maart 2020         | -                 | -                 |
| Lieve kleine meid          | 20 maart 2020         | -                 | -                 |
| Ga maar door (2021 versie) | 8 oktober 2021        | -                 | -                 |
| Jij past bij mij           | 3 juni 2022           | -                 | -                 |
| Oh mia bella               | 4 augustus 2023       | -                 | -                 |
| Stapelgek op jou           | 15 maart 2024         | -                 | -                 |
| Dit gaat over jou          | 20 september 2024     | 20                | 3                 |